# Krautergersheim
Krautergersheim é uma comuna francesa na região administrativa de Grande Leste, no departamento Baixo Reno. Estende-se por uma área de 6,37 km². Em 2010 a comuna tinha 1 723 habitantes (densidade: 270,5 hab./km²).